# برژیتسه
برژیتسه (به آلمانی: Rann) در اسلوونی با جمعیت ۶٬۸۵۶ نفر است که در Municipality of Brežice واقع شده‌است.